# Isaac D. Barnard

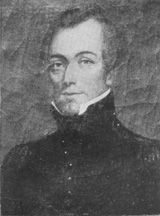
Isaac D. Barnard

Isaac Dutton Barnard, född 18 juli 1791 i Delaware County, Pennsylvania, död 28 februari 1834 i West Chester, Pennsylvania, var en amerikansk politiker. Han representerade delstaten Pennsylvania i USA:s senat 1827–1831.
Barnard tjänstgjorde i 1812 års krig som kapten i infanteriet. Han studerade juridik och inledde 1816 sin karriär som advokat i West Chester. Han var ledamot av delstatens senat 1820–1826. Han tjänstgjorde 1826–1827 som delstatens statssekreterare (Secretary of the Commonwealth of Pennsylvania). Han tillträdde 1827 som senator för Pennsylvania. Han var en anhängare av Andrew Jackson i senaten. Han avgick 1831 av hälsoskäl och efterträddes som senator av George M. Dallas.
Barnards grav finns på Oaklands Cemetery i Chester County, Pennsylvania.